# Sách Phúc Âm
Phúc Âm, còn được gọi là Tin Mừng (bởi Công giáo Rôma) hay Tin Lành (bởi các cộng đồng Kháng Cách), là tên gọi chung để chỉ bốn cuốn sách đầu tiên và cũng là quan trọng nhất trong Kinh Thánh Tân Ước, bao gồm: Phúc Âm Mátthêu, Phúc Âm Máccô, Phúc Âm Luca và Phúc Âm Gioan, trong đó các sách Phúc âm Mátthêu, Máccô và Luca được gọi là các Phúc Âm Nhất Lãm.

## Nội dung
Mặc dù được trình bày dưới bốn hình thức và của bốn tác giả khác nhau nhưng các sách Phúc Âm đều nhằm thuật lại cuộc đời, các lời rao giảng cũng như dụ ngôn của Chúa Giê-su Ki-Tô.